# Cloeodes peninsulus
Cloeodes peninsulus är en dagsländeart som beskrevs av Waltz och Mccafferty 1987. Cloeodes peninsulus ingår i släktet Cloeodes och familjen ådagsländor. Inga underarter finns listade i Catalogue of Life.